# Pulau Busing
Pulau Busing (en chinois : 布星岛, en malais : பூசிங் தீவு) est une île située dans le Sud-Ouest de l'île principale de Singapour, au nord de Pulau Hantu et à l'ouest de Pulau Bukom.

## Géographie
Elle s'étend sur environ 3,7 km de longueur pour une largeur approximative de 950 m et comporte les mêmes équipements que Pulau Bukom à laquelle elle est reliée

## Histoire
Elle appartient à la JTC Corporation (en).